# Guppy
Guppy (Poecilia reticulata), der også er kendt under navnet millionfisk, er en akvariefisk. Den bliver ikke ret stor, typisk 5-7 cm for hunner og 3-4 cm for hanner, og den er ikke aggressiv overfor andre fisk. Ligesom de fleste andre fisk, kan den finde på at spise hvad den kan gabe over og fange, Den er meget nem at få til at yngle, hvorfra populærnavnet også stammer. Har man guppyer af begge køn vil man hurtigt kunne opleve små unger der gemmer sig rundt omkring. Guppyen hører til de levendefødende tandkarper.